# Marenzi

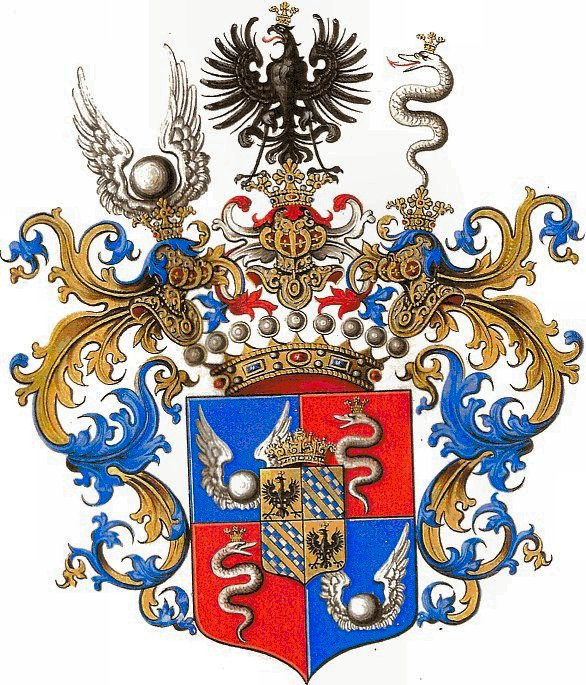
Wappen der Grafen Marenzi 1864

Marenzi ist ein ursprünglich lombardisches Uradelsgeschlecht, dessen Geschichte bis in das Jahr 1024 zurückreicht, später ein italienisches und österreichisches Adelsgeschlecht.

## Geschichte

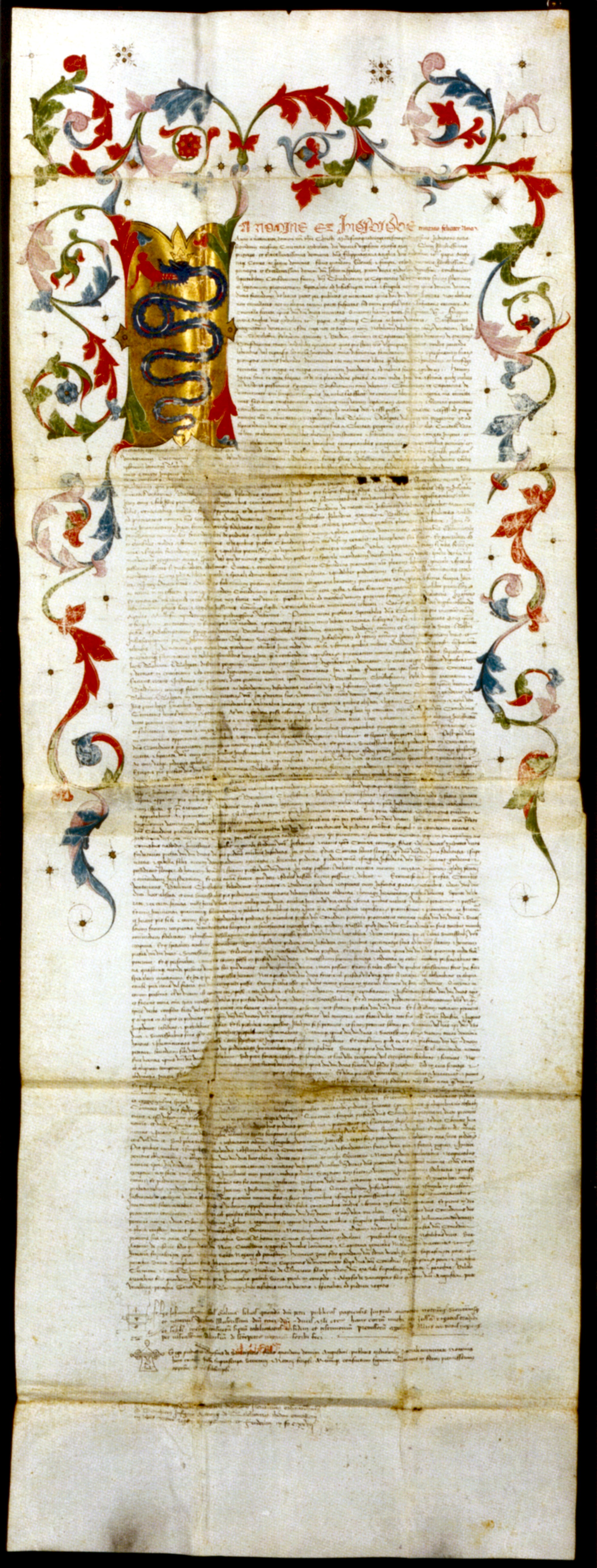
Belehnungsurkunde für die Marenzi mit den Grafschaften Tagliuno und Telgate vom 20. Mai 1440

Die in Mailand durch König Konrad II. ausgestellte Urkunde vom 4. Mai 1024, unterzeichnet von dessen Kanzler Carolus Vestalius, die in beglaubigten, aber offenbar apokryphen Kopien erhalten ist, erhob die in der Valle Camonica (Val Oliola) sowie in Brescia und Bergamo ansässigen Militärkapitäne, Frederico, Bruciato, Celerio, Marentio, Maffetto und Cattaneo zu Markgrafen und Grafen des Oglio-Tales und besagte, dass die Familie römischen Ursprungs sei. Diese Aussage ist jedoch nicht zu belegen, vielmehr entspringt sie dem lombardischen Uradel.
Die neuere Forschung führt den Ursprung der Familie, unter Zuhilfenahme einer Indizienkette, auf Giselvertus habitator de Villa Soare (906), wahrscheinlich Gisalberto I., Graf von Bergamo (922–927), bzw. auf seinen Sohn Appone di Mozzo († 985) zurück, der den Namen nach seiner Burg Mozzo führte. Ein Ast der Familie Mozzo in Sovere nahm den Namen dieser Burg an und trat 1160 urkundlich mit Guilliemus Capitaneorum (de Capitaneis) de Suvere auf, dem Stammvater der Familie, und erschien mit Marinus dictus Marentius († vor dem 17. Februar 1341), Sohn des Bartholomäus de Capitaneis de Soare, erstmals unter dem Namen „Marenzi“, mit dem auch die urkundliche Stammreihe beginnt.
Mitglieder der Familie waren seit dem 14. Jahrhundert Patrizier von Bergamo und seit dem 15. auch von Brescia. Ein Zweig der Marenzis zog um 1300 von Sovere nach Lovere und später nach Sarnico am Iseosee, baute in der ersten Hälfte des 14. Jahrhunderts die Burg in Tagliuno und kaufte 1389 von Valvassoren die Burg Telgate, die beide mit großen Ländereien verbunden waren. Ende des 14. Jahrhunderts war Arigo (Heinrich) Marenzi Anführer der Ghibellinen im Valle Calepio und der in Bergamo 1395 geschlossene Frieden zwischen Welfen und Ghibellinen wurde an erster Stelle von der „parantela de Capetanies de Marenzio“ unterzeichnet.

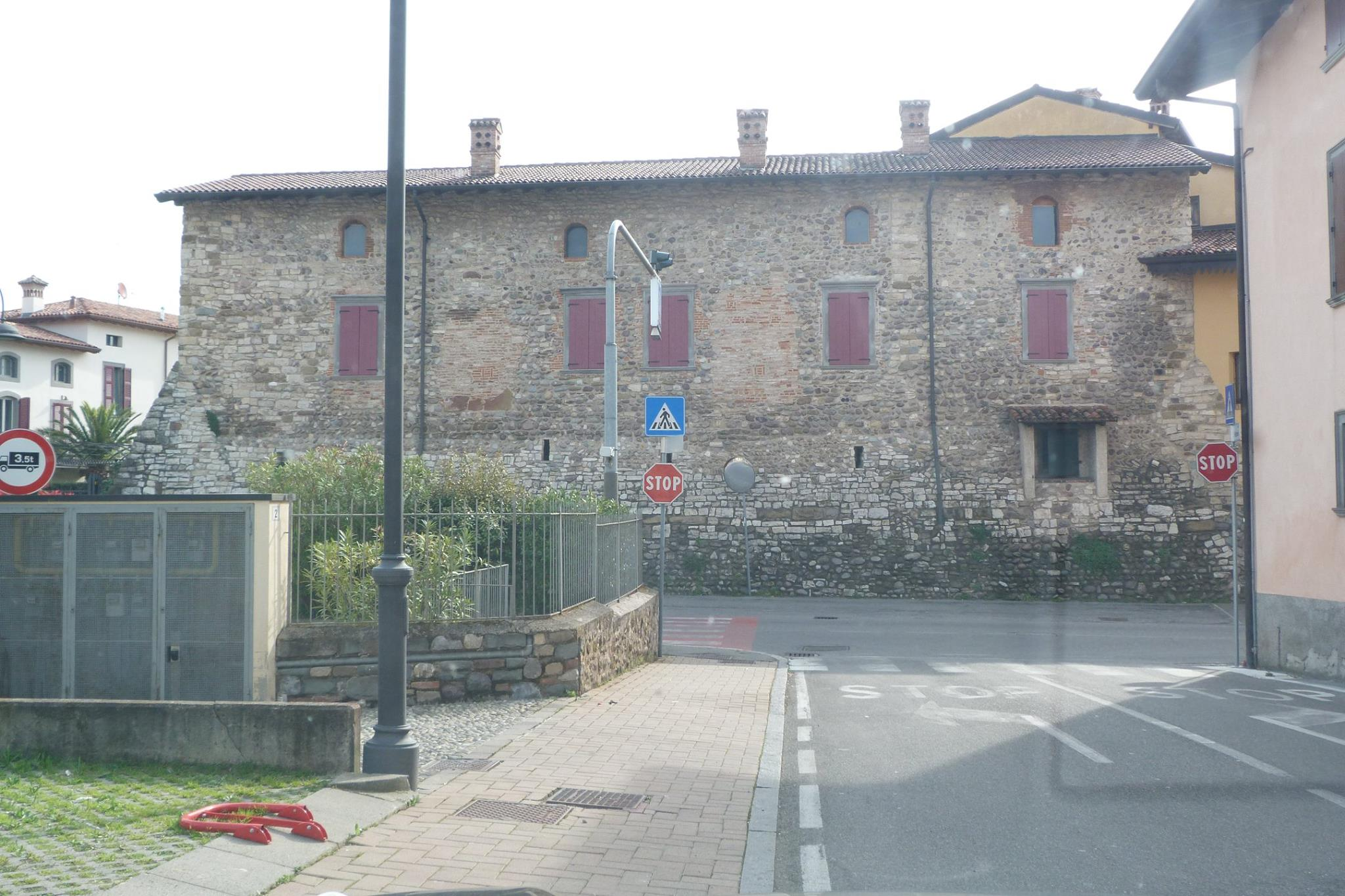
Castello di Tagliuno
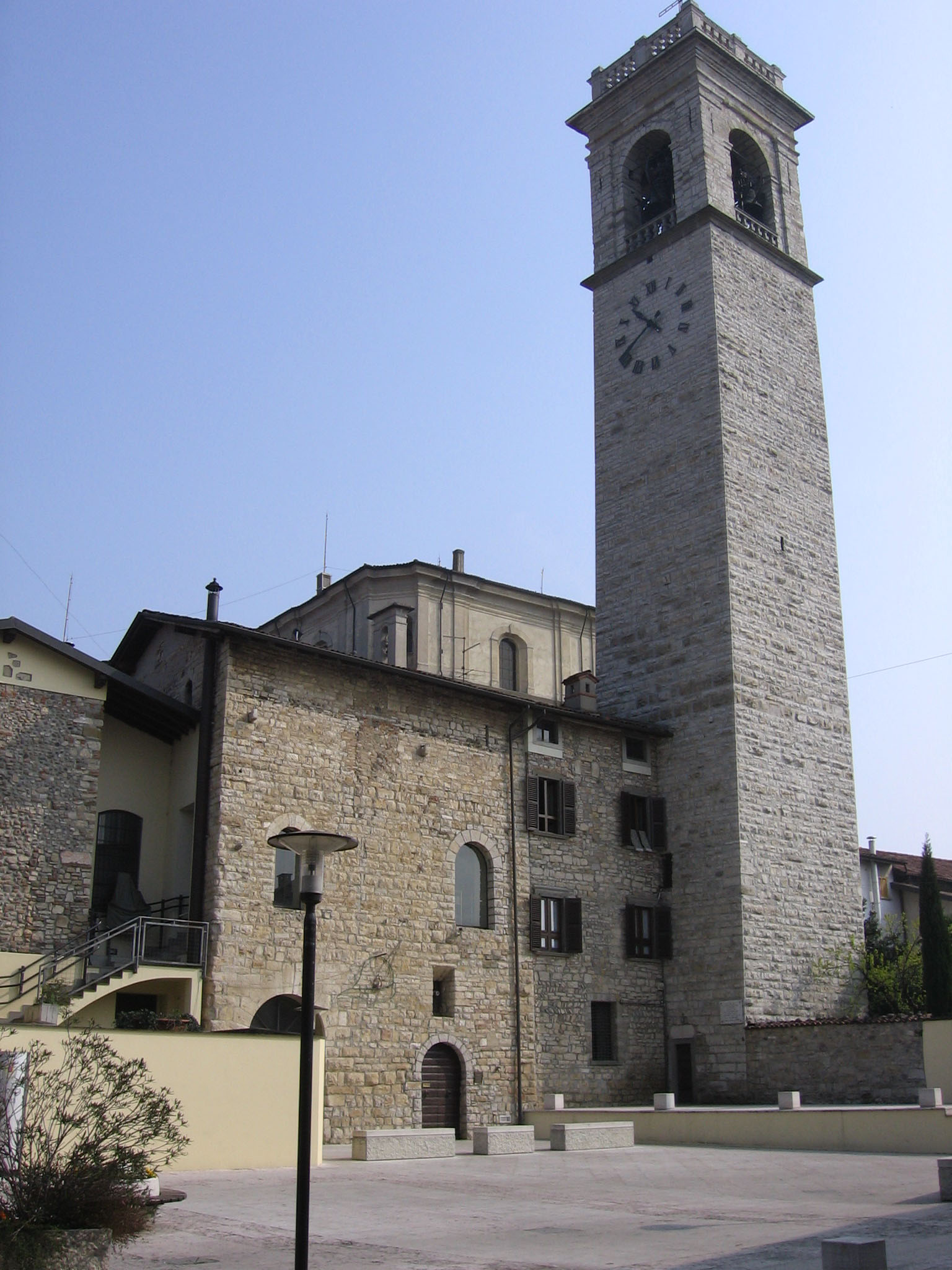
Castello di Telgate

Am 20. Mai 1440 belehnte Herzog Philipp Maria Angelo Visconti von Mailand und kaiserlicher Vikar, Venturinus, Christopherus, Rolamdinus, Marentius und Baldinus " omnium ex Capitaneis de Sovere, dictorum de Marentijs" mit Tagliuno und Telgate als souveräne Grafschaften unter Zuerkennung aller Hoheitsrechte. Nachdem Tagliuno von Venedig eingenommen und die Burg zerstört worden war, begaben sich die Brüder Aloisius (auch Alovise) und Gabriel Marenzi 1489 im Geleit der Bianca Maria Sforza nach Pettau und dann nach Triest.
Wenige Jahre später wurde Alois zusammen mit Dominik Burlo an der Spitze einer Nobelgarde von 40 Triestiner Patriziern nach Innsbruck zur Hochzeit Bianca Maria Sforzas mit dem römisch-deutschen König und späteren Kaiser Maximilian I. entsandt. Am 30. November 1493 hatte die Hochzeit „per procurationem“ in Mailand stattgefunden (Maximilians Stellvertreter war der Markgraf Christoph von Baden), die eigentliche Vermählung vollzog man am 16. März 1494 in Hall in Tirol in Beisein des Königs. 1501 wurde besagter Marenzi zu ihrem „Commensalis, familiaris domesticus et consularius“ ernannt, kehrte 1503 nach Triest zurück, wurde dort in den engeren Rat der Stadt aufgenommen und erschien in einer Triester Chronik 1509 als Patrizier und Judex Rector sowie als Protektor des Malefiz-Gerichtes. Er wurde später von Erzherzog Karl Nikolaus zu seinem Rate bestimmt und mit der kaiserlichen Statthalterschaft von Triest betraut. Der Adlige zog sodann an der Spitze einer von ihm angeworbenen Truppe gegen die Türken, von wo er nicht mehr zurückkehren sollte. Nicolo Marenzi, der Sohn des Aloisius und seiner Gattin Luciana Suardi, war 1486 noch in Tagliuno geboren und heiratete die Triestiner Patriziertochter Laura Giuliani. Ab jenem Zeitpunkt blieb die Familie die nächsten 400 Jahre in Triest.

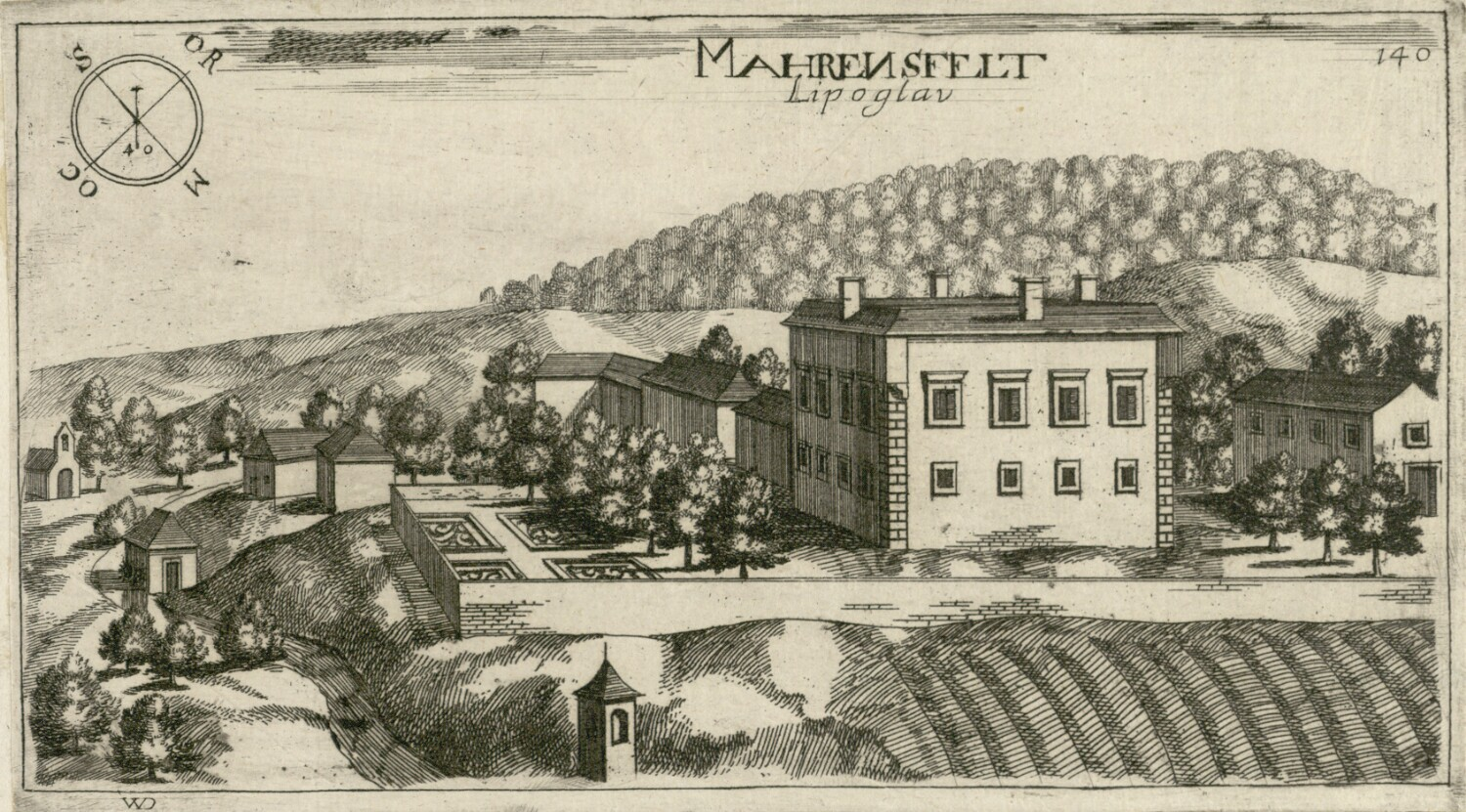
Herrensitz Odolina / Mahrensfeld (1679)

1568 kam ein weiterer Marenzi von Bergamo nach Triest, erwarb die im Karst gelegene Herrschaft Odolina (italienisch Dulna, deutsch Ma(h)rensfeld, heute Teil der Gemeinde Hrpelje-Kozina), und begründete eine weitere Linie der Familie, der später der im Freiherrendiplom von 1654 genannte Bischof Antonius angehören wird. 1560 bestätigte Kaiser Ferdinand III. Anton Marenzi, dem Begründer der Linie von Odolina, in einem Transumt die Echtheit der Urkunde von 1440, der Belehnung mit den Grafschaften Tagliuno und Telgate.
In Österreich erhielt am 14. Dezember 1586 in Graz Gabriel Marenzi, Oberster Bausuperintendant in Görz, eine Wappenbesserung durch Erzherzog Karl. Sein Sohn Ludwig lieh der ständischen Kasse in Krain 4000 fl. ohne Interessen auf drei Jahre und wurde deshalb am 7. Juni 1631 in Laibach (Ljubljana) zum Landmann aufgenommen und die Familie in der Folge auch in der Steiermark und Kärnten landständisch.
Anton Georg Marenzi von Tagliuno und Taglate wurde 1638 Bischof von Pedena und 1646 Bischof von Triest. Ihm und seinem Neffen Ludwig Marentii, Verweser der Hauptmannschaft in Triest, verlieh Kaiser Ferdinand III. zu Prag am 15. September 1654 den Reichs- und erbländisch-österreichischen Freiherrenstand mit „von Marenzfeld und Scheneck“ sowie Wappenvermehrung und dem Palatinat, erblich in Primogenitur. Das Dekret bestätigte den beiden „nach vorgelegten schriftlichen Urkunden“ die Abstammung von den Markgrafen und Grafen des Vallis Oliolae und Kapitänen von Sovere. Sie und nach ihnen ihre jeweils Ältesten wurden erbliche Ritter vom güldenen Sporn und Konsistorialgrafen (comes palatino) des Reiches. Sie erhielten mit dem Palatinat das Recht, im ganzen Heiligen Römischen Reich Notare und Richter zu ernennen, Doktoren, Magister, Bakkalauren und gekrönte Poeten zu bestellen und zu promovieren, natürliche, uneheliche und blutschänderisch gezeugte Kinder zu legitimieren und damit erbfähig zu machen, Vormünder und Sachwalter (Kuratoren) zu bestellen und abzusetzen, sowie Wappen zu verleihen. Der Bischof erhielt ferner das persönliche Recht, den Adel zu verleihen. (Die Rechte der Palastgrafen wurden für die österreichischen Länder unter Kaiserin Maria Theresia abgeschafft). Schließlich erhielt die Familie den Landmannstand in Görz am 24. Januar 1707, in der Steiermark am 26. November 1811 sowie in Kärnten am 6. Februar 1812.

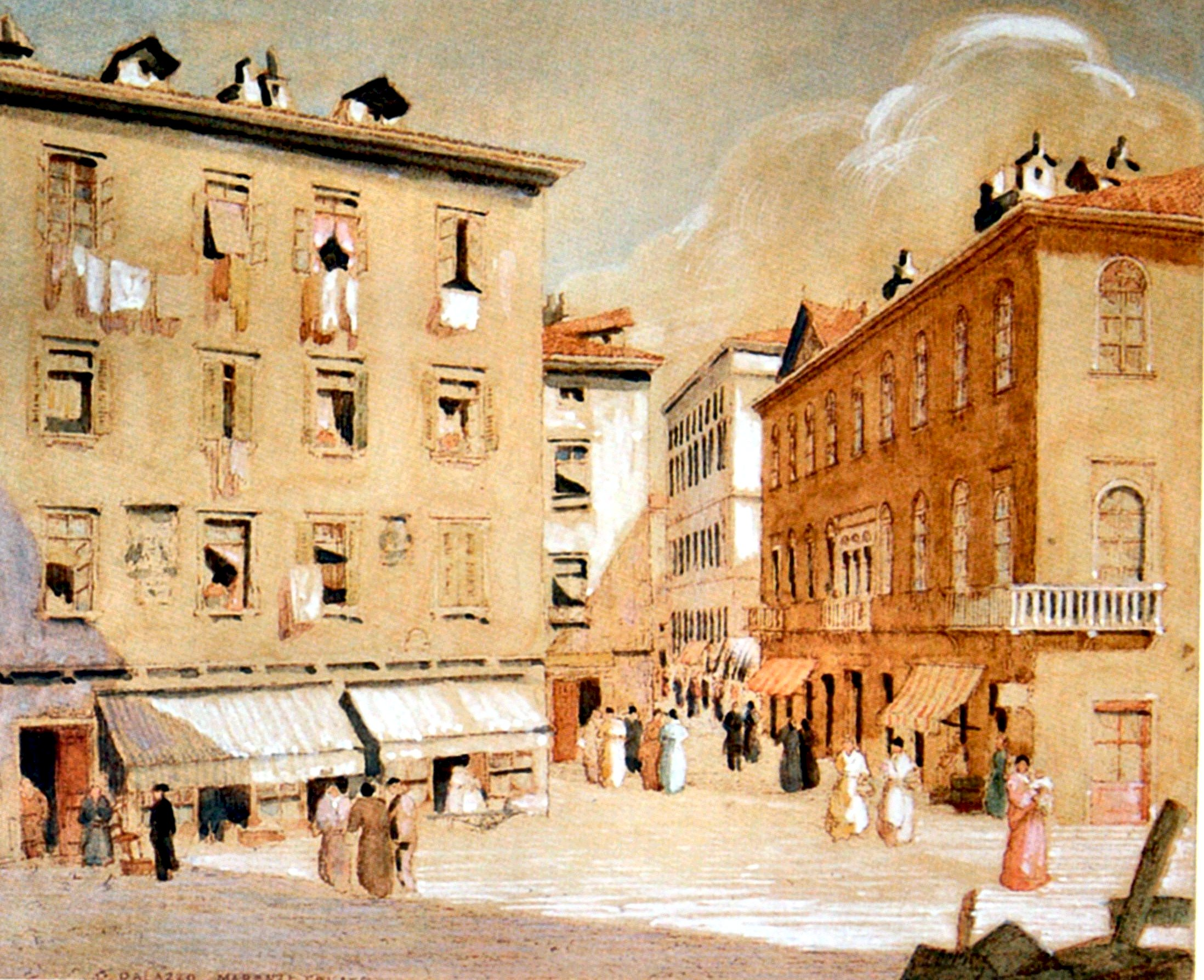
Casa Marenzi in Triest (rechts), 19. Jh.

Die Erhebung in den Österreichischen Grafenstand unter Bestätigung des auf eine der amorphen Kopien des Diplomes Kaiser Konrads II., Mailand 28. April 1024, gestützten markgräflichen. Titels von Val Oliola, sowie des mailändischen Grafenstandes von 1440 unter Bewilligung der Namensführung „Graf von Tagliuno und Talgate, Markgraf von Val Oliola, Frhr v. Marenzenfeldt u. Scheneck“ erfolgte durch Allerhöchste Entschließung Kaiser Franz Joseph I. vom 4. Juni, Diplom zu Wien vom 14. August 1864, für Franz Anton Freiherrn Marenzi von Marenzfeldt und Scheneck und seine Nachfahren.
Nach Ende der Donaumonarchie wurde im 1919 beschlossenen Adelsaufhebungsgesetz der Republik Österreich die Führung von Adelstiteln und -prädikaten sowie auch der Gebrauch des Wappens verboten. Triest gehörte nun aber zum Königreich Italien (1861–1946), also bewarb sich die Familie um Aufnahme in den Italienischen Adel und wurde durch königliches Dekret für Frederico und Lodovico Marenzi und ihre Nachkommen beiderlei Geschlechtes zu Rom am 2. Mai 1932 mit den Titeln „Marchese della Valle d'Oliola, Conte di Tagliuno e Telgate, Barone SRI ed i predicati di Marenzfeld e di Scheneck“ in den italienischen Adel sowie in das Libro d’Oro della Nobiltà Italiana aufgenommen. Mit dem Ende der Monarchie in Italien 1946 wurden aber auch diese Titel offiziell abgeschafft.

## Persönlichkeiten
| Name                                                     | */†           | Beschreibung | Bild |
| -------------------------------------------------------- | ------------- | --- | ---- |
| Luca Marenzio                                            | * 1533 † 1599 | Madrigalmeister der Spätrenaissance neben Carlo Gesualdo und Claudio Monteverdi. Zu seinen bekanntesten Werken zählen unter anderem „Dolorosi martir“ und „Io partiro“. Sein Werk übte einen großen Einfluss auf die elisabethanische Madrigale aus. Er soll aus dem Geschlecht der Marenzi stammen.            |      |
| Anton Georg Marenzi von Tagliuno und Talgate (Marentius) | * 1596 † 1662 | Geistlicher. Marenzi war 1638 Bischof von Pedena, 1641 kaiserlicher Rat und Generalvikar der kaiserlichen Truppen, 1646 Bischof von Triest (Episcopus et comes Tergesti). Der Kaiser verlieh ihm 1654 den Reichs- und erbländisch-österreichischen Freiherrenstand.                                             |      |
| Kajetan Johann Marenzi von Tagliuno und Talgate          | * 1777 † 1847 | Patrizier und Statthalter von Triest. Er war verheiratet mit Adrianne de Constanzi (1778–1830). Vater des Franz Anton. |      |
| Franz Anton Marenzi von Tagliuno und Talgate             | * 1805 † 1886 | Feldmarschallleutnant, Geologe und Schriftsteller. Er war unter anderem Stadt- und Militärkommandant von Laibach (Ljubljana) sowie Generalkommandeur der 1. Armee im Krieg gegen Frankreich von 1859. Franz Anton wurde 1864 der Österreichische Grafenstand unter Bestätigung der italienischen Titel erteilt. |      |
| Joseph Ludwig Marenzi von Tagliuno und Talgate           | * 1853 † 1935 | k. u. k. Kämmerer und hoher Beamter, von 1902 bis 1910 Sektionschef und Direktor der Kanzlei des Herrenhauses. |      |
| Franz Karl Marenzi von Tagliuno und Talgate              | * 1859 † 1940 | Militärattache der k. u. k. Gesandtschaft in Bukarest und Rom, 1906 Generalmajor, 1910 Feldmarschall-Leutnant, 1914 General der Infanterie. Er war Generalstabschef einer Kavallerie-Truppendivision in Lemberg sowie Kommandeur der 80. Honved-Infanteriebrigade zu Debreczen.                                 |      |
| Gabriel Franz Marenzi von Tagliuno und Talgate           | * 1861 † 1934 | k. u. k. Offizier. Als Generalmajor kommandierte er die Landwehrkavalleriebrigade in Wels, 1917 zum Feldmarschalleutnant und Kommandanten der 7. Kavalleriedivision ernannt. |      |

## Wappen
|                                 | Wappen von 1654 mit drei Helmen |
| Wappen von 1654 mit drei Helmen | Blasonierung: „Geviert und belegt mit geviertem goldenen Herzschild, darin a) und d) ein rotbewehrter und gekrönter schwarzer Adler, b) und c) drei von Blau und Silber geschachte schrägrechts Balken (Stammwappen). – 1 und 4 in Blau eine beiderseits geflügelte silberne Kugel, 2 und 3 in Rot eine in vier Windungen einwärts aufgerichtete rotbezungte, goldgekrönte silberne Schlange. – Drei Helme, auf dem rechten mit blau-goldenen Decken die beiderseits geflügelte silberne Kugel, auf dem mittleren mit rot-silbernen Decken ein rot-bewehrter und gekrönter schwarzer Adler, auf dem linken mit blau-goldenen Decken die gekrönte Schlange.“ |
| Wappen von 1654 mit drei Helmen | Es stand der Familie frei, statt der drei Helme die alte Königskrone (corona regia) über dem Wappenschild zu führen. |

|                                    | Wappen von 1864 |
| Wappen der Grafen Marenzi von 1864 | Blasonierung: „Ein von Blau und Rot gevierteter Schild mit einem goldenen, durch ein schwarzes Fadenkreuz quadrierten Mittelschilde. In dem ersten so wie in dem vierten Felde des Mittelschildes ein ausgebreiteter, schwarzer, rot bezungter und gekrönter, rechts sehender Adler, dann das zweite gleichwie das dritte Feld von je drei von Blau und Silber geschachten Balken schrägrechts durchzogen. Im oberen rechten so wie im unteren linken Felde des Rückenschildes eine beiderseits geflügelte Kugel von Silber und im oberen linken gleichwie im unteren rechten Felde eine in vier Windungen einwärts aufgerichtete, silberne, rot bezungte und golden gekrönte Schlange. Auf dem Schilde ruhet die Grafenkrone mit drei gekrönten Turnierhelmen, den mittleren umgeben rote, mit Silber und von den beiden anderen hängen blaue mit Gold unterlegte Helmdecken herab. Auf der Krone des mittleren Helmes steht ein ausgebreiteter, schwarzer, rot bezungter gekrönter und rechts sehender Adler. Die Helmkrone zur Rechten trägt eine geflügelte Kugel und jene zur Linken eine Schlange, ähnlich den im Schirm ersichtlichen.“ |
| Wappen der Grafen Marenzi von 1864 | |

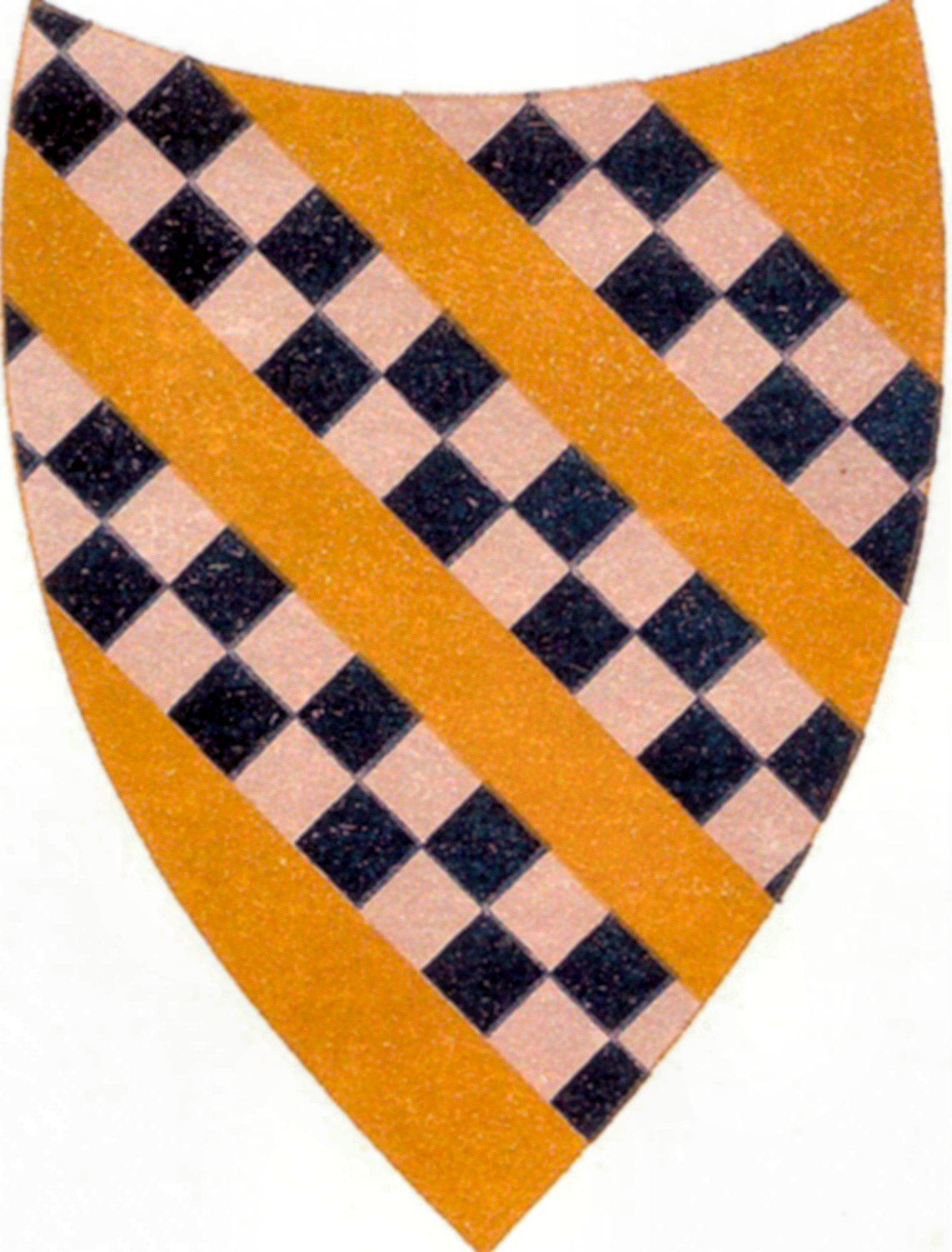
Marenzi Stammwappen

Wahlspruch: „Virtute haud fatis“ („Durch Tapferkeit und nicht durch Zufall“).

Wappen
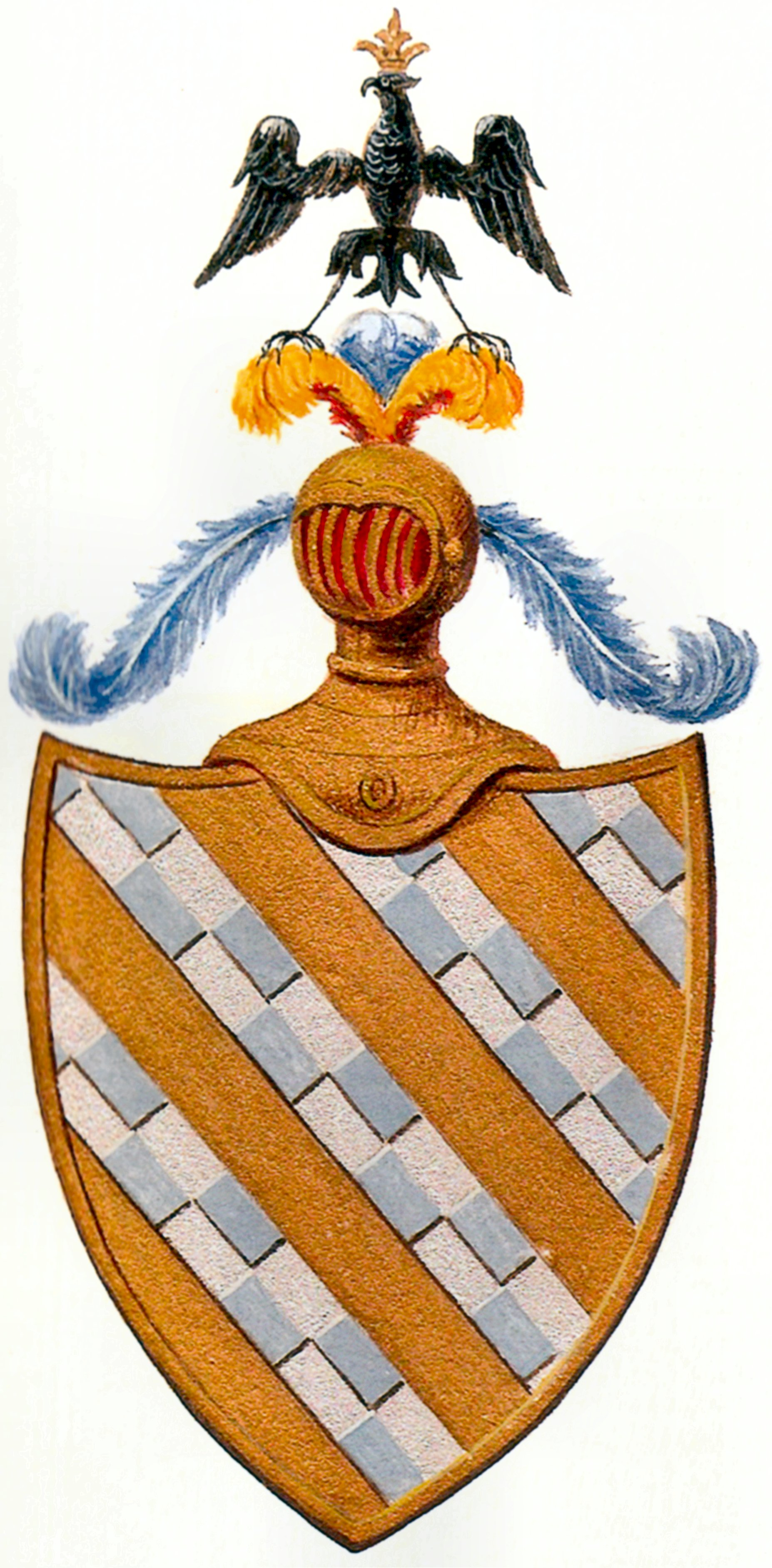
Wappen Marenzi im 13. Jahrhundert
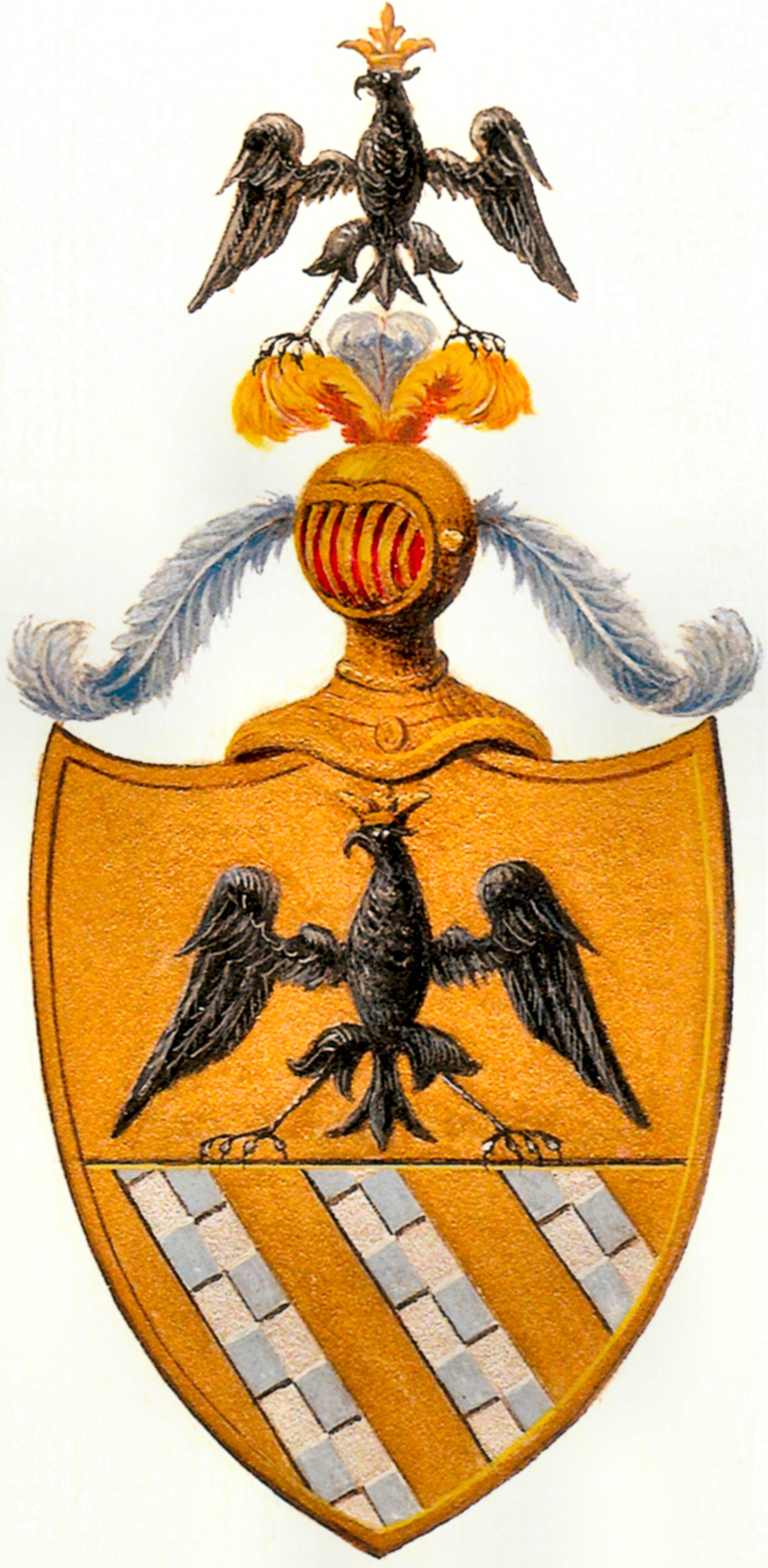
Wappen Marenzi im 14. und 15. Jahrhundert
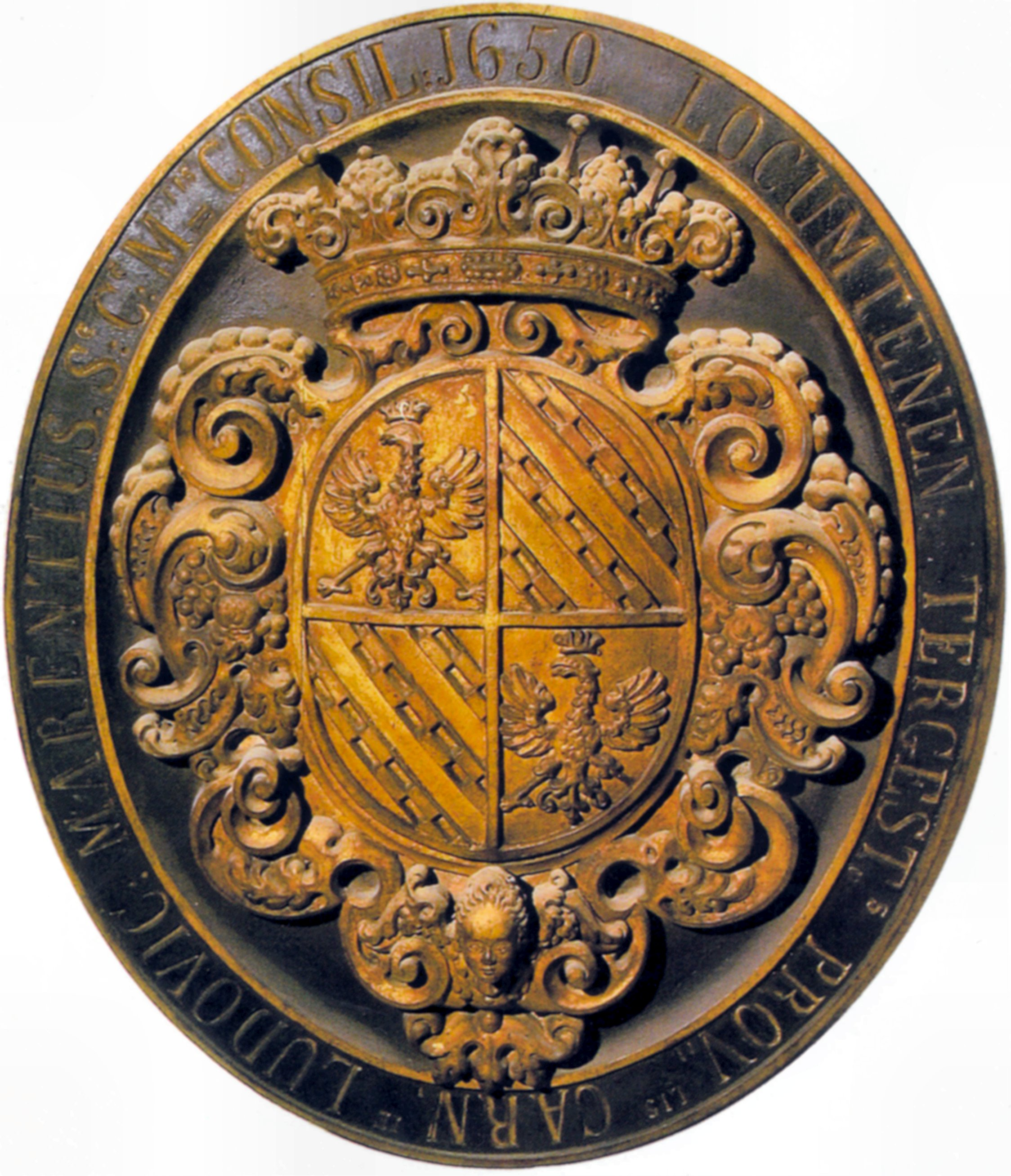
Holzwappen für Ludovico Marenzi in San Giusto
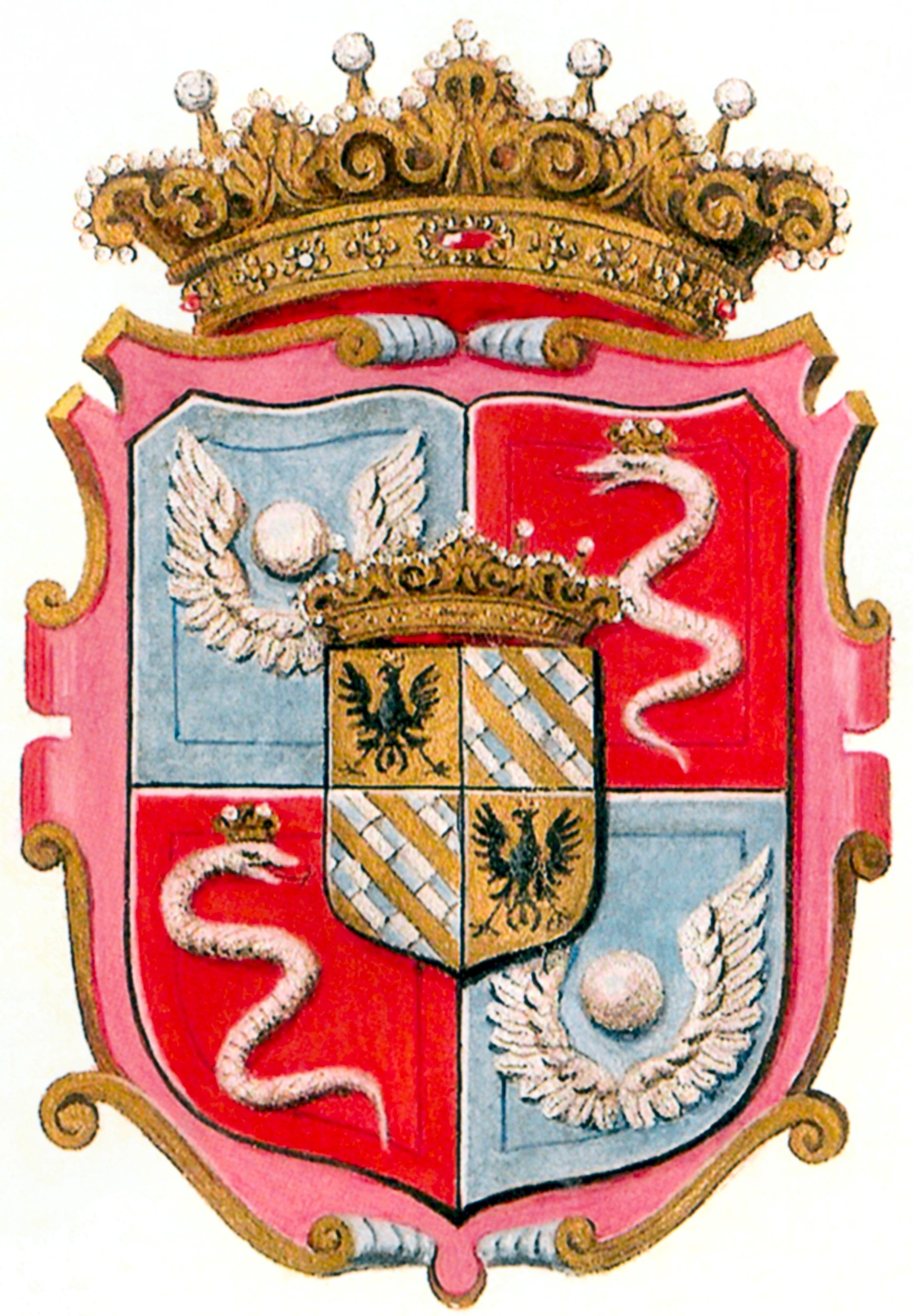
Wappen Marenzi 1654 mit Krone
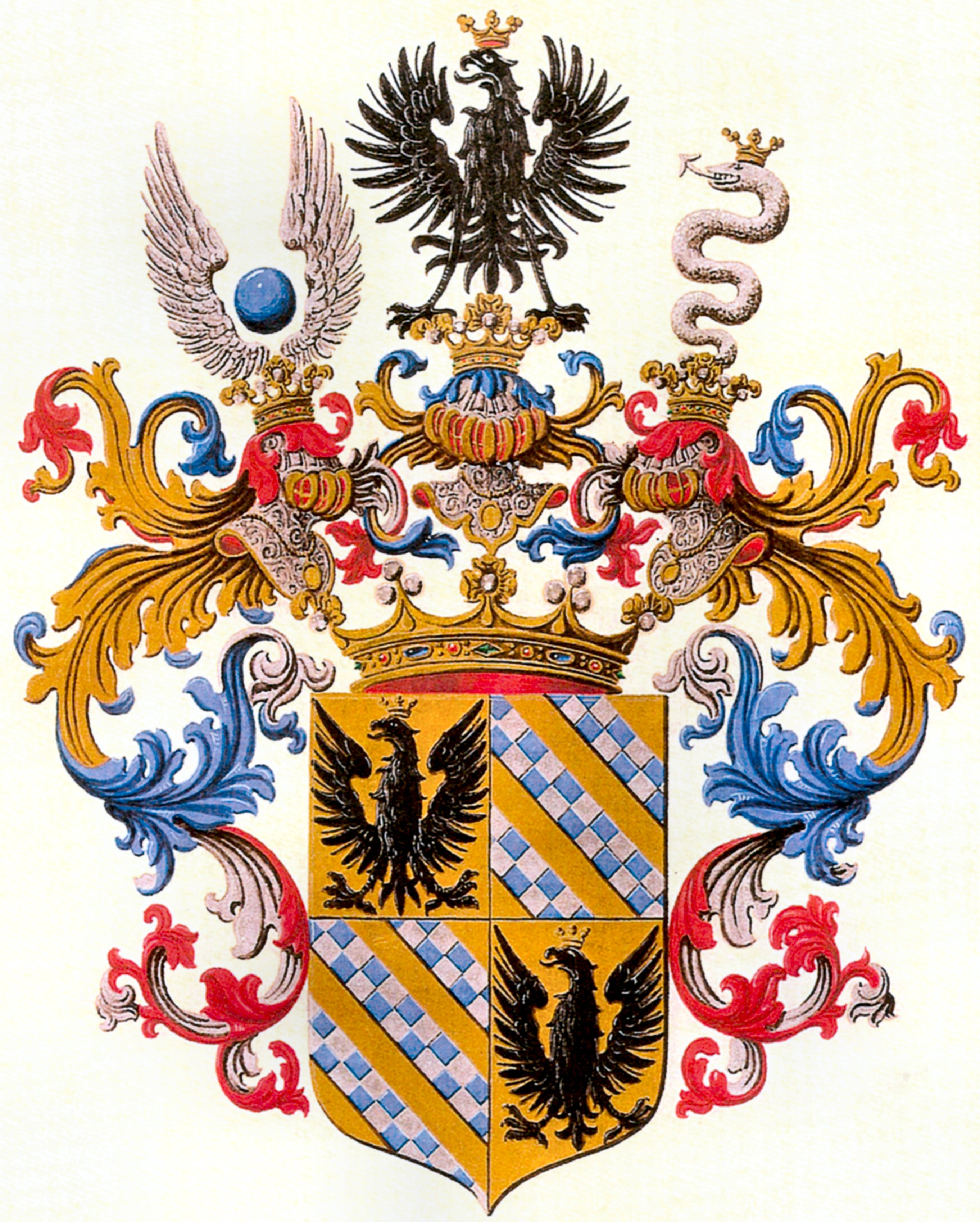
Wappen Marenzi 1932, italienisch